# 史上最悪のファミリー
史上最悪のファミリーは、日本テレビ系列の深夜ドラマ枠のshin-Dにおいて1998年4月7日から6月30日までテレビ放映された作品である。全13話。

## 概要
この作品は篠田拓馬の子役デビュー作である。寺内貫太郎一家に似た快活なコメディドラマである。

## 出演者
- 立花タクロー:橋本さとし
- チヨ子:飯島愛